# Бориктал
Борикта́л (каз. Борықтал) — село у складі Аксуської міської адміністрації Павлодарської області Казахстану. Входить до складу Кизилжарського сільського округу.
Населення — 120 осіб (2021; 250 у 2009, 342 у 1999, 379 у 1989).
Національний склад станом на 1989 рік:
- казахи — 100 %

Станом на 1989 рік село називалось Баринтал.